# Krakatauia moanakaka
Krakatauia moanakaka är en tvåvingeart som beskrevs av Daniel J. Bickel 2008. Krakatauia moanakaka ingår i släktet Krakatauia och familjen styltflugor.
Artens utbredningsområde är Fiji. Inga underarter finns listade i Catalogue of Life.